# Tyler Davidson Fountain

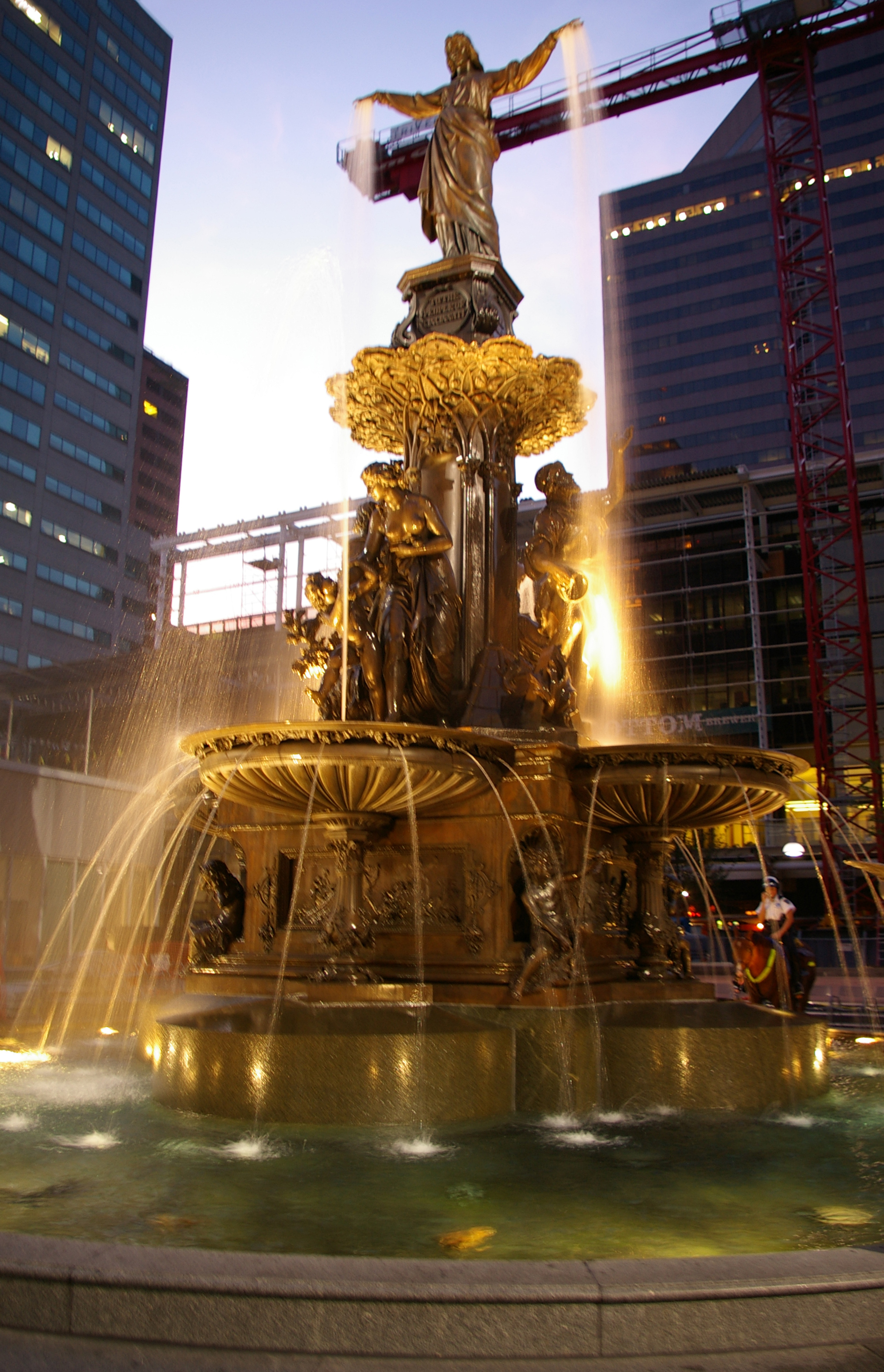
Tyler Davidson Fountain

Tyler Davidson Fountain heißt ein Brunnen in Cincinnati, der zu den Wahrzeichen dieser Stadt gehört. Oft wird er nach seinem Stifter auch Probasco Fountain genannt.

## Stiftung
Nachdem Henry Probasco, ein reicher Einwohner der Stadt, sich lange genug über Betrunkene in der Innenstadt geärgert hatte, hatte er einmal einen dieser Männer angesprochen und gefragt, warum er seinen Durst nicht mit Wasser stille. Die Antwort soll gelautet haben: „Well, what else am I to quench my thirst, here we find no water, only schnapps and beer!“ Daraufhin beschloss Probasco, noch zu Lebzeiten seines Schwagers und Geschäftspartners Tyler Davidson und in Absprache mit diesem, Cincinnati einen Trinkwasserbrunnen zu schenken. Davidson starb 1865 und Probasco fasste den Entschluss, ihm mit dem geplanten Brunnen ein Denkmal zu setzen.

## Planung
In den USA erlaubte in der Mitte des 19. Jahrhunderts die Kunst des Bronzegießens noch nicht die Herstellung eines monumentalen Brunnens. Auf seiner Europareise 1866/67 besuchte Henry Probasco daher die königliche Bronzegießerei unter Ferdinand von Miller in München, in der bereits die Figuren für das Washingtondenkmal in Richmond (Virginia) von Thomas Crawford gegossen wurden, ebenso 1865 der Sentinel von Randolph Rogers, der den Spring Grove Cemetery in Cincinnati schmückte.
Probascos Wünsche stießen in der Bronzegießerei auf offene Ohren: Er dachte an eine Brunnenfigur, die den Segen des Wassers versinnbildlichen sollte, legte aber keinen Wert auf die übliche Darstellung in Gestalt von Neptun- oder Nereidenfiguren.

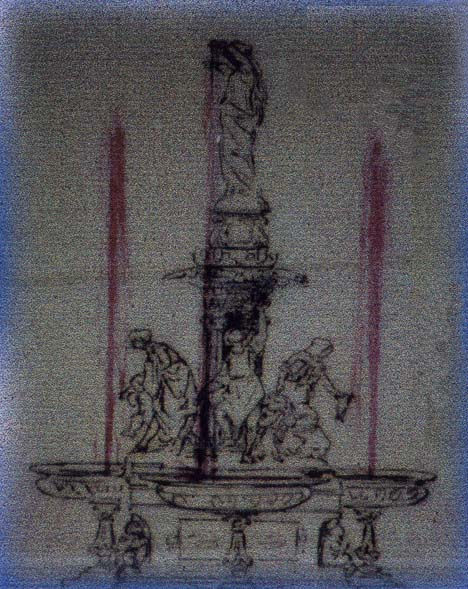
Skizze August von Krelings

Ferdinand von Miller und August von Kreling hatten bereits in den 1840er Jahren an Entwürfen für einen derartigen Brunnen gearbeitet. Inspiriert worden waren sie dazu durch eine Mariendarstellung in Frankreich. Maria hielt hier ihre ausgestreckten Arme nach oben und von ihren Handflächen gingen Lichtstrahlen aus. Diese Lichtstrahlen sollten bei der geplanten Brunnenfigur durch Wasserstrahlen ersetzt werden. Die Skizze zu einem solchen Brunnen wurde aber zunächst nicht in die Realität umgesetzt. Als 1854 die erste Industrieausstellung in Deutschland geplant wurde, sollte auch ein Brunnen in einem Glashaus gezeigt werden, und Ferdinand von Miller hatte vor, von Krelings alte Pläne nun zu verwirklichen. Doch bereits in einem frühen Stadium seiner Arbeit stieß er auf vehemente Ablehnung von Seiten des Königs Ludwig von Bayern. Dieser ließ sich auch später, als von Miller ihn brieflich noch einmal nach seiner Meinung fragte, nicht umstimmen.
Erst Probascos Ansinnen führte dazu, dass die alten Pläne wieder hervorgeholt wurden. Die zentrale Brunnengestalt mit den erhobenen Händen wurde durch vier weitere Figuren ergänzt, die der jüngere Ferdinand von Miller entwarf. Diese Figuren, die eigentlichen Trinkwasserspender am Brunnen, sollten Knaben, die auf Tieren ritten, darstellen. Von Fritz von Miller wurden die sitzenden Figuren an den Ecken modelliert, den Rest des Brunnens übernahm man aus Krelings Plänen.
Bevor endgültig ein Vertrag zwischen Miller und Probasco geschlossen wurde, erhielt dieser im Sommer 1867 ein Bronzemodell des geplanten Brunnens. Dieses Modell stand lange Zeit auf Probascos Anwesen und befindet sich heute im Cincinnati Museum of Art. Ein weiteres Modell, das aus Gips gefertigt war, muss als verloren gelten. Eine Fotografie davon befindet sich heute im Kulturgeschichtlichen Museum von Osnabrück; die äußeren Brunnenfiguren erinnern bei diesem Modell eher an Gnome und Elfen.

## Ausführung, Transport und Aufbau
Für den Guss der Figuren wurde aus eingeschmolzenen dänischen Kanonen gewonnenes Metall verwendet. Nicht nur die Figuren, sondern auch die Granitsteine, die zum Brunnenbau benötigt wurden, wurden aus Deutschland nach Amerika verschifft, was bei den Einwohnern auf Unverständnis stieß. Ferdinand von Miller der Jüngere und ein Arbeiter begleiteten die Transportkisten, die auf dem Dampfschiff Westphalia nach Amerika verfrachtet wurden. Am 6. September 1871 traf das Schiff in New York ein, wurde aber zunächst noch mit Quarantäne belegt, da während der Überfahrt fünf Passagiere an Cholera gestorben waren.
Von Millers Aufenthalt in Amerika gestaltete sich laut seinen Tagebüchern aufreibend, da er ununterbrochen von der begeisterten Öffentlichkeit gefeiert wurde. Als er, nach Besichtigung von Washington, D.C. und Richmond (Virginia), in Cincinnati eintraf, um dem Aufbau und der Einweihung des Brunnens beizuwohnen, musste er feststellen, dass das vorbereitete Hebezeug viel zu schwach war und die einheimischen Arbeiter zunächst nicht gewillt waren, für angemessene Vorrichtungen zu sorgen. Erst ein beeindruckendes Experiment mit der schwersten Transportkiste brachte sie dazu, ihre Meinung zu ändern.
Das nächste Problem war der unzureichende Druck der ursprünglich für die Versorgung des Brunnens vorgesehenen Wasserleitung. Man musste sich entschließen, das Wasser eines höher gelegenen Reservoirs zu verwenden, um genügend Druck zu erhalten. Das Wasser musste 40 Fuß emporsteigen und sich dann entsprechend den Plänen verteilen. Das nun ausgewählte Reservoir besaß jedoch keine Leitung, die bis zu dem Standort des Brunnens geführt hätte. Umgehend ließen die Verantwortlichen ohne Rücksicht auf die Kosten die Vine Street aufgraben und den Straßenbahnverkehr einstellen, um eine neue Leitung zu legen.
Als von Miller das Ventil der oberen Brunnenfigur öffnete, um den Wasserdruck erneut zu überprüfen, brach prompt eine kupferne Rohrverbindung: Nun war der Druck zu hoch und ein Teil des Wassers musste umgeleitet werden.

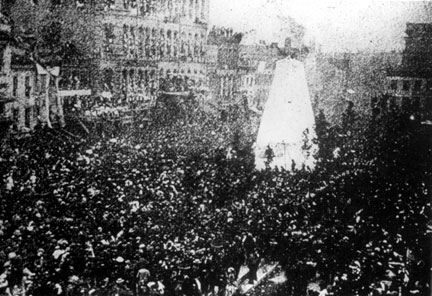
Einweihung des Brunnens

Nachdem diese Schwierigkeit behoben war, sah sich von Miller mit Plänen zur Brunneneröffnung konfrontiert, die er für undurchführbar halten musste. Solange man an dem Brunnen gearbeitet hatte, war er den Augen der Öffentlichkeit durch eine Holzwand verborgen gewesen, aber bei der Eröffnung sollte er mit Stoff verhüllt sein. Zusammen mit der Stoffhülle sollten zwei riesige amerikanische Flaggen emporgezogen werden, wenn der Brunnen enthüllt wurde. Da das Gewicht des Stoffes zu hoch war, schlug von Miller vor, ihn nicht hochzuziehen, sondern um des dramatischen Effekts willen in Flammen aufgehen zu lassen. Dies stieß auf vehemente Ablehnung, da das Verbrennen der amerikanischen Flagge für die Einheimischen undenkbar war. Also wurden die Flaggen überhaupt aus dem Programm gestrichen und nur die riesige Stoffhülle für den Brunnen genäht. Da kein Baugerüst mehr verfügbar war, als der Brunnen damit bedeckt werden sollte, gestaltete sich die Drapierung des Stoffes über den Figuren und dem Becken ausgesprochen schwierig. Noch am Morgen des Einweihungstages wurden außerdem in aller Eile Sitzreihen für das bevorzugte Publikum errichtet, die dann zum Teil unter den Besuchern zusammenbrachen und zu mehreren Verletzungen führten.
Doch trotz all dieser Probleme wurde der Brunnen plangemäß am 6. Oktober 1871 vor den Augen von etwa 20 000 Zuschauern enthüllt.
In einer Beschreibung der Stadt aus dem Jahr 1901 werden die Auswirkungen des Brunnenbaus auf die Stadtentwicklung gewürdigt: „Der grösste künstlerische Schmuck Cincinnati's ist unstreitig die Tyler-Davidson-Fontäne auf der Esplanade der Fünften Strasse, zwischen der Vine und der Walnut Strasse, ein Geschenk des Herrn Henry Probasco. Diesem Brunnen hat das untere Cincinnati einen seiner imposantesten Stadttheile zu verdanken. Früher war der Platz, auf dem sich jetzt die Fontäne erhebt, für Marktzwecke benutzt worden. Elende, niedrige Bretterbuden umgaben den Markt. Als aber dann die Esplanade gebaut worden war, verschwanden allmählich diese Hütten […]“

## Brunnenfiguren

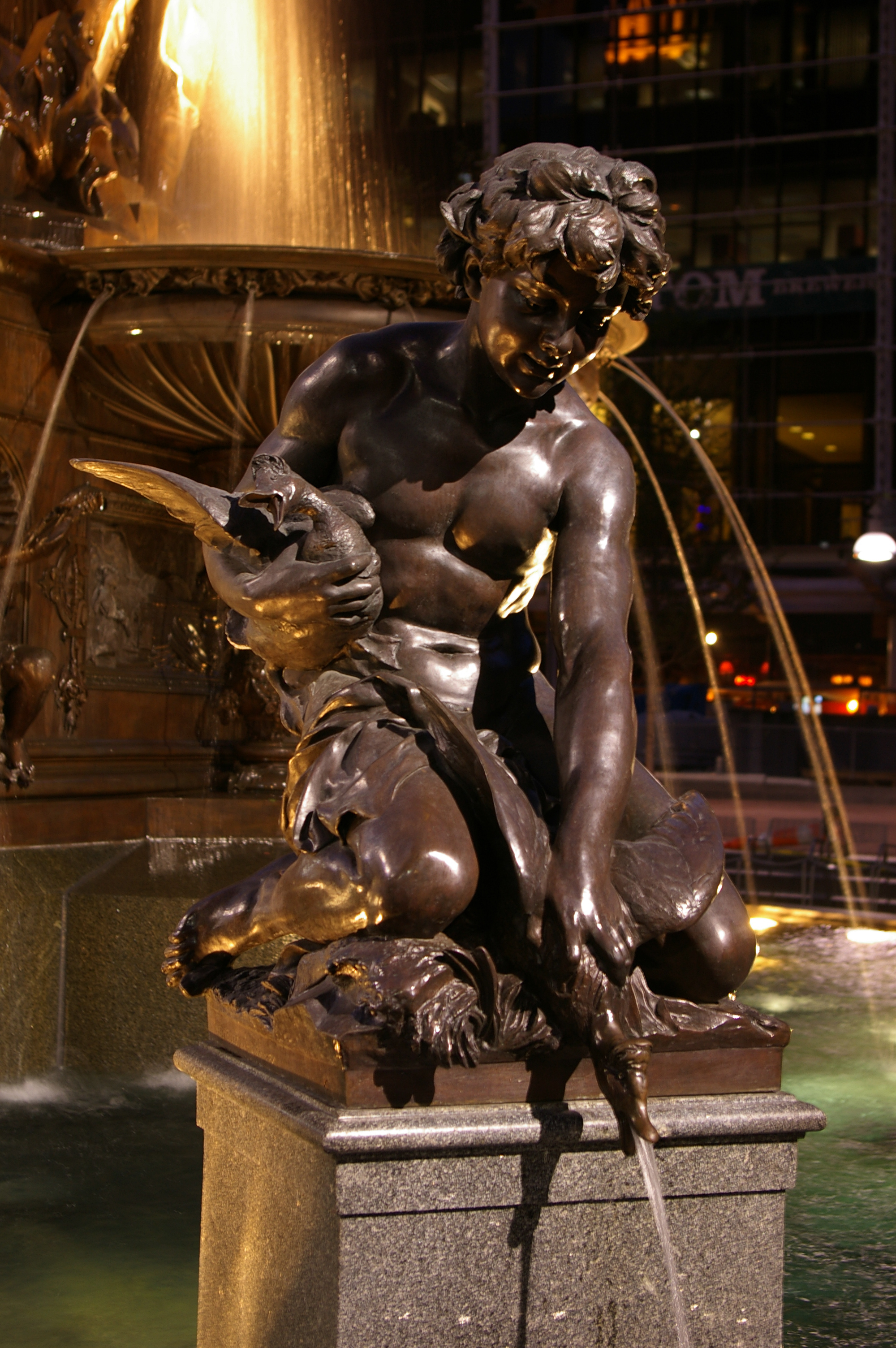
Eine der Brunnenfiguren

Der 13 Meter hohe Brunnen ist mit insgesamt 13 Figuren und vier Basreliefs geschmückt, die alle den Wert des Wassers für die Menschheit symbolisieren. Die zentrale Brunnenfigur, aus deren Handflächen die Fontänen sprühen, stellt den Genius des Wassers dar. Unterhalb dieser Figur befinden sich vier männliche Gestalten, die den Nutzen des Wassers für alles Leben verkörpern. Die Knabenfiguren weiter außen dagegen sollen die Freuden, die das Wasser spenden kann, symbolisieren. Am Fuß des Brunnens wird der Nutzen des Wassers für die Industrie gezeigt.
Die Zentralfigur, die mehr als neun Tonnen wiegt, hat in jeder Handfläche 438 Löcher, aus denen das Wasser sprüht. Es fällt zunächst in die oberen Becken und dann in das von Granit eingefasste Bassin, an dessen Rändern die vier von Probasco zusätzlich zum ursprünglichen Plan gewünschten Figuren mit Wasserspeiern stehen, an denen sich die Bevölkerung mit Trinkwasser bedienen konnte. Alle Figuren zusammen wiegen mehr als 24 Tonnen. Dazu kommen rund 85 Tonnen Granit. Pro Minute fließen etwa 500 Gallonen (etwa 1900 Liter) Wasser durch den Brunnen. Der Brunnen wurde im Laufe seiner Geschichte mehrfach gedreht und versetzt, zuletzt 2006.

## Versetzung und Schäden
1970 wurde der Brunnen an einen anderen Standort versetzt. Dabei stellte man erste Schäden an den Bronzeteilen fest, denen man durch den Einzug eines inneren Stützgerüstes aus Stahl und Beton zu begegnen versuchte. Durch Korrosion des Stahls und Schäden am Zement, die durch Kälteeinwirkung hervorgerufen wurden, wurde jedoch die Bronze der Figuren weiter geschädigt. In den Jahren 1999 und 2000 erfolgte deshalb eine Restaurierung.

## Sonstiges

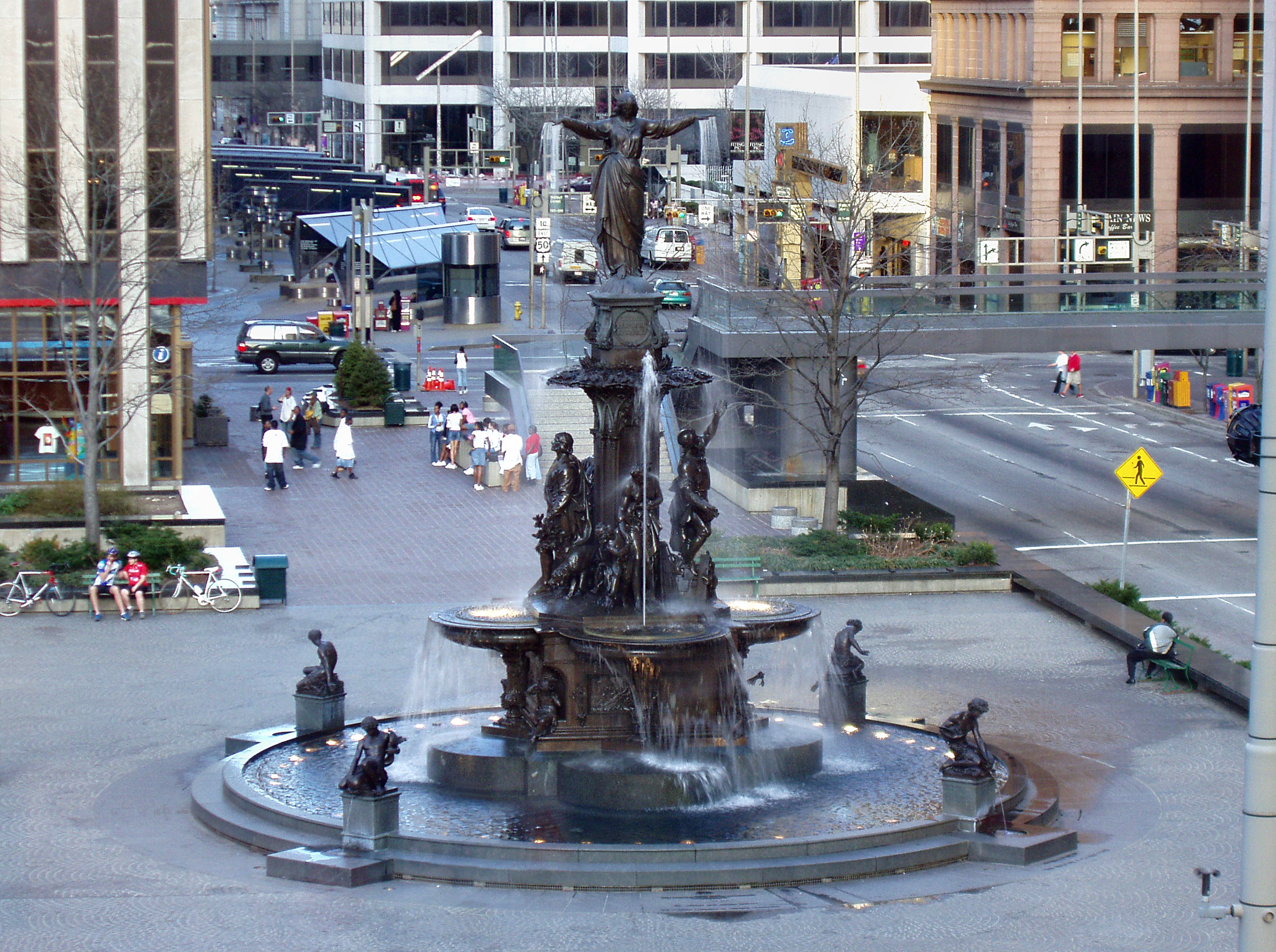
Der Brunnen im Jahr 2005

Der Brunnen, der von einem Bassin mit einem Durchmesser von 43 Fuß (13,11 Meter) umgeben ist, ist auf dem Logo der Munich Sister City Association of Greater Cincinnati abgebildet. Er ist im Winter abgestellt und wird jeweils im April zum ersten Heimspiel der Cincinnati Reds wieder in Betrieb genommen. Er gilt als das älteste Denkmal in der Innenstadt von Cincinnati und als der meistbesuchte Brunnen der USA.